# 母語

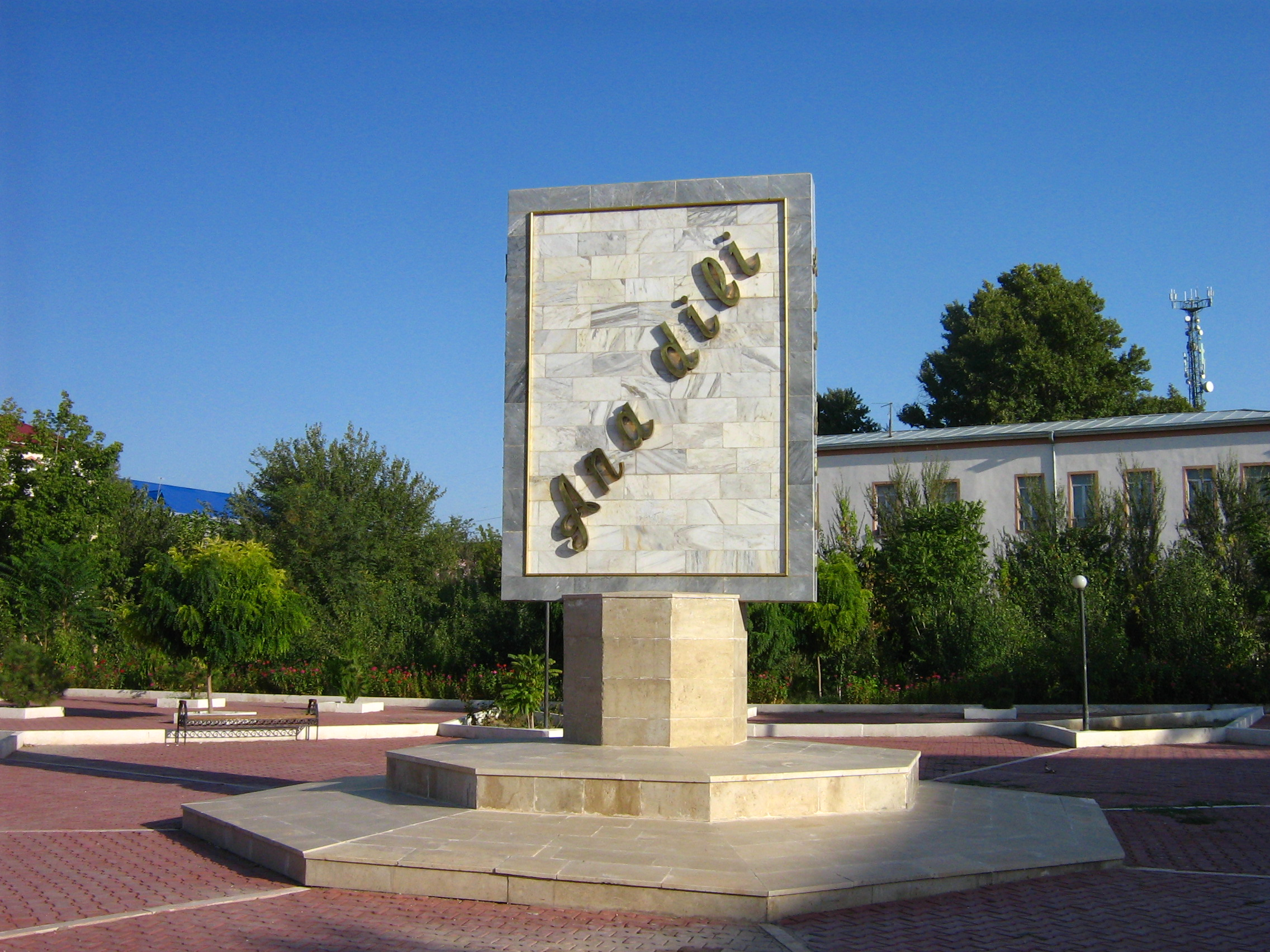
阿塞拜疆纳希切万自治共和国的母語紀念碑

母語，又称第一語言，是一個人出生以後最早接觸、學習並掌握的一種或幾種語言。在人類接受教育的過程中，特別是在最初階段的啟蒙教育中，有相當一部分知識都依賴母語傳授。對於掌握兩種或多種語言的人而言，其母語以外的語言稱為第二語言。

## 定義
1951年，联合国教科文组织在法國巴黎召开了一个有关母语的会议，并对母语作出了如下定义：“母语是指一个人自幼习得的语言，通常是其思考与交流的自然工具。”
在中華民國的學術界與政治界也定義將自己民族、族群的語言定義為母語，例如泰雅族的母語即為泰雅語，既使精通的語言是泰維族語以外的語言。

## 語言與教育原則
2003年，聯合國教科文組織頒布《多語世界中的教育》（英語：Education in a Multilingual World）文件，該份立場文件涉及語言和教育的關鍵問題，提供了指導綱要和原則，試圖釐清語言與教育有關的政策。文件中提及：
- 聯合國教科文組織支持以母語作為教學語言是因為可從老師與學習者熟悉的知識與經驗上提高教學的效率。
- 母語教學是初等教育以及提升讀寫能力最不可或缺的部分，應該盡可能的擴充母語教學的階段。
- 聯合國教科文組織支持母語教學。
- 作為日常生活用語，母語應該優先於官方語言（在官方語言非使用者的母語的前提下）和其他外來語言。

## 參閲
- 第二語言
- 國際母語日
- 母語教學
- 第三文化小孩
- 以人口排列的语言列表

## 外部連結
- Education in a Multilingual World （页面存档备份，存于）